# NGC 2948
NGC 2948 é uma galáxia espiral barrada (SBbc) localizada na direcção da constelação de Leo. Possui uma declinação de +06° 57' 21" e uma ascensão recta de 9 horas, 38 minutos e 59,2 segundos.
A galáxia NGC 2948 foi descoberta em 24 de Março de 1786 por William Herschel.